# Carl Eduard (Sachsen-Coburg und Gotha)

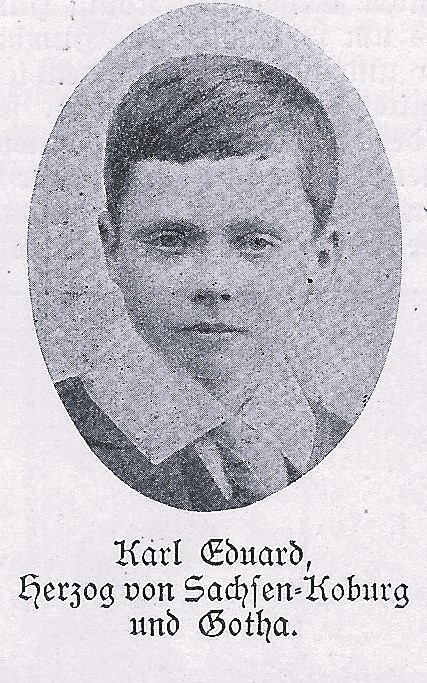
Carl Eduard von Sachsen-Coburg und Gotha

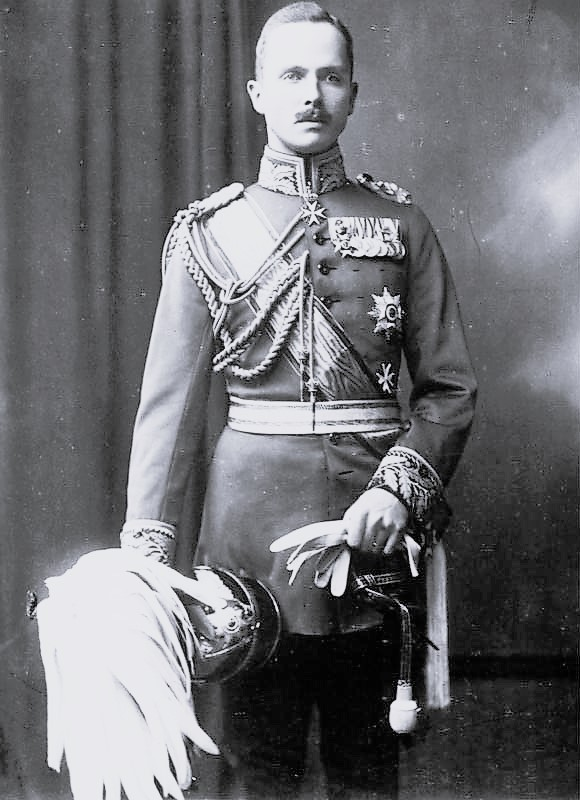
Carl Eduard Herzog von Sachsen-Coburg und Gotha (1906)

Carl Eduard Herzog von Sachsen-Coburg und Gotha (getauft als Leopold Charles Edward George Albert, * 19. Juli 1884 in Claremont House, Esher; † 6. März 1954 in Coburg) war von 1900 bis 1918 (bis 1905 unter Regentschaft) der letzte regierende Herzog von Sachsen-Coburg und Gotha aus dem gleichnamigen Fürstenhaus. Geboren wurde der Enkel der britischen Königin Victoria als Duke of Albany und Prinz von Großbritannien und Irland. In der Zeit des Nationalsozialismus war er unter anderem Präsident des Deutschen Roten Kreuzes und Obergruppenführer der SA sowie des NSFK.

## Leben

### Herkunft

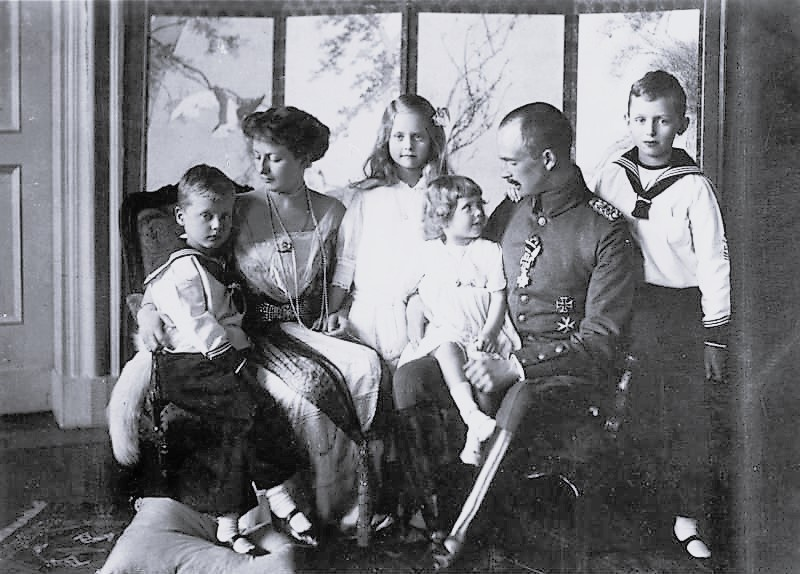
Carl Eduard Herzog von Sachsen-Coburg und Gotha mit Familie, 1918

Carl Eduard wurde 1884 in der Grafschaft Surrey geboren und als Leopold Charles Edward George Albert getauft. Sein Rufname war Charles Edward, nach dem Namenspatron Charles Edward Stuart. Seine Eltern waren Leopold, 1. Duke of Albany, der vierte Sohn von Königin Victoria, und Prinzessin Helene von Waldeck-Pyrmont. Da er erst nach dem Tod seines Vaters zur Welt kam, trug er den Titel eines Duke of Albany bereits zur Geburt. Seine ältere Schwester Alice (1883–1981) war die letzte lebende Enkelin Königin Victorias. Die öffentliche Taufe folgte am 4. Dezember 1884. Die Paten waren väterlicherseits sein Onkel, der Kronprinz Eduard, und seine Tanten, die Prinzessinnen Helena und Louise von Großbritannien und Irland, die Prinzessin Friederike von Hannover und Cumberland, und mütterlicherseits sein Großvater, der Fürst von Waldeck und Pyrmont Georg Viktor, sowie sein Onkel, der Erbprinz Friedrich.

### Landesherr von Sachsen-Coburg und Gotha

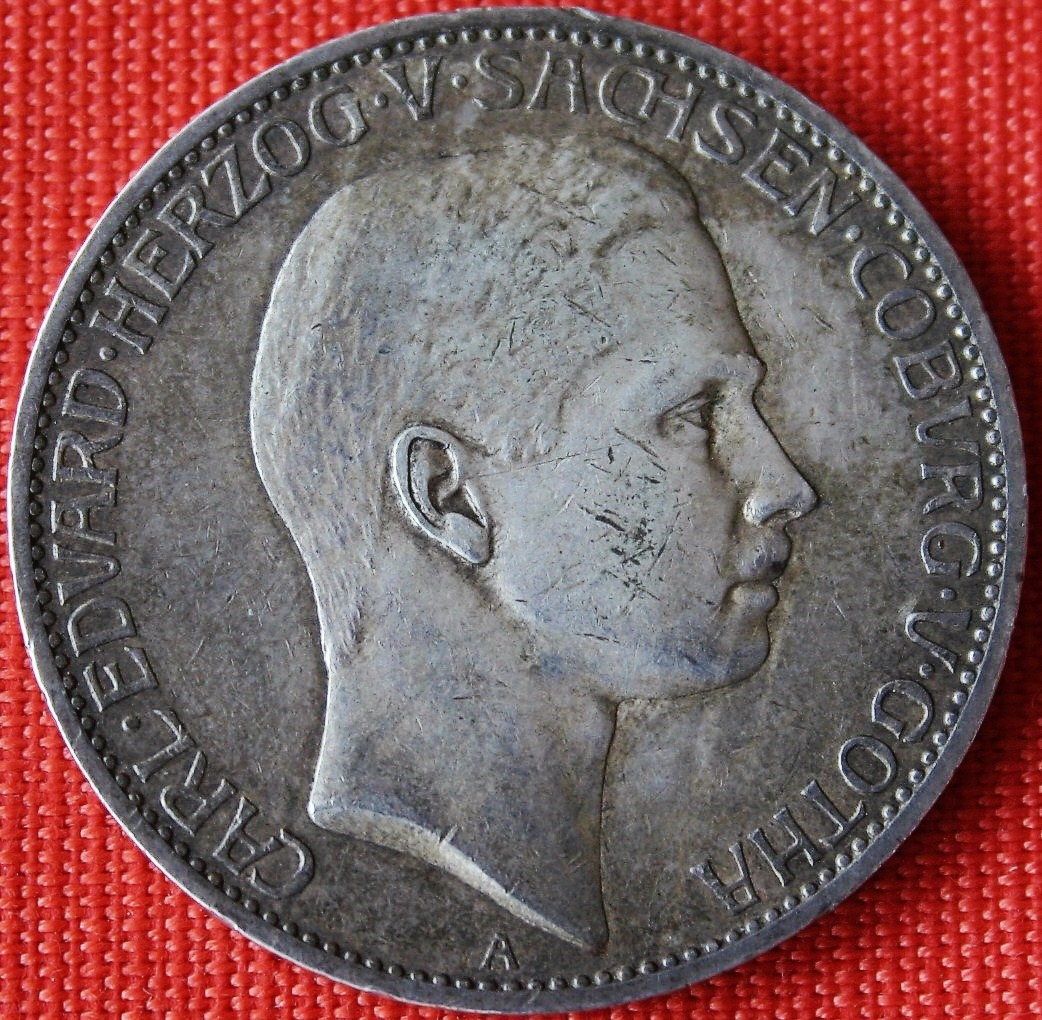
5 Mark von 1907 mit Konterfei Carl Eduards

Nach dem Tod von Erbprinz Alfred Alexander, dem einzigen Sohn von Herzog Alfred von Sachsen-Coburg und Gotha, musste die Thronfolge im Herzogtum Sachsen-Coburg und Gotha wieder neu geregelt werden. Da Prinz Arthur, Duke of Connaught and Strathearn und nächstjüngerer Bruder Herzog Alfreds, für sich und seinen Sohn auf die Thronfolge verzichtete, wurde 1899 der vierzehnjährige Sohn des verstorbenen gemeinsamen Bruders Leopold, Leopold Charles Edward, als zukünftiger Herzog von Sachsen-Coburg und Gotha bestimmt.
Im Herbst 1899 übersiedelte er im Alter von 15 Jahren mit seiner Mutter und seiner Schwester von Großbritannien nach Deutschland. Er nannte sich hier Carl Eduard und lebte anfangs im Stuttgarter Schloss bei König Wilhelm II. von Württemberg. Im Frühjahr 1900 zog er mit seiner Mutter und Schwester nach Potsdam, wo sie in der Villa Ingenheim wohnten.
Nach dem Tod seines Onkels, des Herzogs Alfred, am 30. Juli 1900 wurde er Herzog von Sachsen-Coburg und Gotha. Die Regentschaft bis zur Volljährigkeit übernahm Ernst zu Hohenlohe-Langenburg, der mit der Tochter des verstorbenen Herzogs verheiratet war.
Unter der Obhut seines Cousins Kaiser Wilhelm II. erhielt der ehemalige Schüler des Eton College von einem Privatlehrer eine Sondererziehung nach den Lehrplänen eines Realgymnasiums, die er nach einem Jahr mit einem Examen abschloss. Im Herbst 1901 folgte die Ausbildung und Erziehung an der preußischen Hauptkadettenanstalt in Lichterfelde bei Berlin, die er im Dezember 1902 mit dem Abitur beendete. Ab 1903 studierte er drei Semester Rechts- und Staatswissenschaften an der Universität Bonn. 1904 wurde er im Corps Borussia Bonn recipiert. Obwohl es ihm als Angehörigen eines regierenden Hauses eigentlich verboten war, focht er eine scharfe Mensur. Im Sommer 1904 beendete er das Studium mit dem akademischen Grad Dr. iur. Ab dem 1. Oktober gehörte er vier Monate lang dem 1. Garde-Regiment zu Fuß an, um den Dienstgrad eines Leutnants zu erlangen.

Wappen von Carl Eduard

An seinem 21. Geburtstag 1905 übernahm Carl Eduard die Herrschaft über das Herzogtum von dem bisherigen Regenten Ernst zu Hohenlohe-Langenburg. Am 11. Oktober 1905 heiratete er in Schloss Glücksburg Prinzessin Viktoria Adelheid von Schleswig-Holstein-Sonderburg-Glücksburg, eine Nichte der deutschen Kaiserin Auguste Viktoria. Sein Porträt ist als Vorderseite auf dem Herzoglich Sachsen-Ernestinischen Hausorden am Band, drittes Modell der Verdienstmedaille 1905, abgebildet. Der Stempelschneider Max von Kawaczynski (1860–1912) hat diese Verdienstmedaille gefertigt. Auf der Vorderseite unterhalb des Porträts befindet sich sein Künstler-Zeichen MVK, auf der Rückseite ein Wappenkreuz zusammen mit dem Wahlspruch „Fideliter et constanter“ in Großbuchstaben signiert. Die „Große Herzog Carl-Eduard Medaille“ aus dem Stiftungsjahr 1905, auch als „Medaille 1. Klasse“ bezeichnet, weist den Künstler mit seinem vollständigen Namen MAX V. KAWACZYNSKI auf der Vorderseite aus und enthält den Hinweis „n. d. L.“
Der junge Herzog regierte demonstrativ konservativ und nationalistisch, mit reaktionären Tendenzen.:S. 71 Er war leidenschaftlicher Jäger und reiste viel. Der technikbegeisterte Regent besaß neben einem Salonwagen verschiedene Autos und wandte sich frühzeitig der Luftfahrt zu. Er förderte 1910 in Gotha den Bau eines Landeplatzes mit einer Luftschiffhalle und damit den Ausbau der Fliegerschule Gotha und ab 1913 mit der Gothaer Waggonfabrik als Flugzeughersteller. Daneben engagierte sich Carl Eduard stark bei der Sanierung und dem Umbau der Vesten Coburg und Wachsenburg. Neben zahlreichen Protektoraten unterstützte der an Rheuma erkrankte Herzog in Oberhof auch den Bobsport und Golf.

#### Erster Weltkrieg
Am Ersten Weltkrieg nahm er als sächsischer General der Kavallerie im Stab des Generalkommandos der 3. Armee teil, die unter anderem das XI. Armee-Korps mit der 38. Division und dem 6. Thüringischen Infanterie-Regiment Nr. 95 umfasste, dem er als Chef vorstand. Das Kommando hatte er nur formell inne; es war, wie bei Bundesfürsten üblich, kein aktives Kommando. Er begleitete das Infanterieregiment an die Front und besuchte die Truppe dort oft. 38 % der Kriegsdauer verbrachte er an der Front, bei insgesamt 18 Aufenthalten.:S. 164 Im Dezember 1914 wurde er zum General der Infanterie befördert. Carl Eduard stellte umfangreiche Räumlichkeiten in seinem Schloss in Gotha als Reservelazarett zur Verfügung.

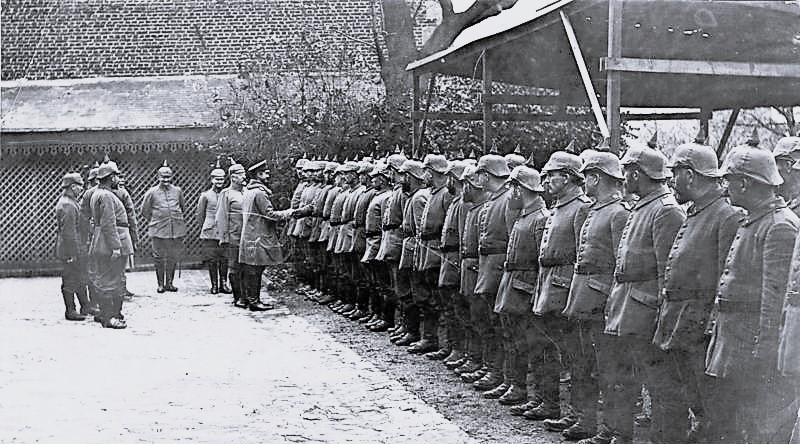
Herzog Carl Eduard von Sachsen-Coburg und Gotha an der Front (1914)

#### Bruch mit Großbritannien
Um seine bedingungslose Loyalität zu Deutschland zu demonstrieren, unterzeichnete Carl Eduard am 12. März 1917 ein Gesetz, das außerdeutsche Mitglieder des Hauses Sachsen-Coburg und Gotha von der Thron- und Erbfolge ausschloss, wenn ihr Heimatstaat Krieg gegen das Deutsche Reich führt.
Ein Angriff auf London am 17. Juni 1917 mit 17 zweimotorigen Bombern aus der Gothaer Waggonfabrik kostete 160 Menschenleben und steigerte die antideutsche Stimmung in London. In der Folge beschloss das britische Königshaus am 17. Juli 1917, das wegen seiner Abstammung von Albert von Sachsen-Coburg und Gotha die Bezeichnung „Sachsen-Coburg und Gotha“ trug, sich in „Windsor“ umzubenennen und einseitig auf alle seine deutschen Adelstitel zu verzichten. Außerdem verabschiedete das britische Parlament am 8. November 1917 das Gesetz über die Entziehung von Titeln und Auszeichnungen (Titles Deprivation Act 1917). Dies war die rechtliche Grundlage für die Aberkennung von Carl Eduards britischen Adelstiteln und -rechten und damit auch seines Sitzes im englischen Oberhaus per Anweisung von König Georg V. von Großbritannien und Irland am 28. März 1919.
Außer Carl Eduard als Duke of Albany, Earl of Clarence, Baron Arklow und Prinz von Großbritannien und Irland waren vom Titles Deprivation Act 1917 drei weitere Personen betroffen: Ernst August, Kronprinz von Hannover als Duke of Cumberland and Teviotdale, Earl of Armagh und Prinz von Großbritannien und Irland, Herzog Ernst August von Braunschweig-Lüneburg als Prinz von Großbritannien und Irland sowie Heinrich Graf von Taaffe als 12. Viscount Taaffe und Baron Ballymote. Zwar dürfen nach diesem Gesetz die männlichen Erben dieser Personen die britische Krone um ihre Wiedereinsetzung in diese Titel bitten, doch haben sie bisher von diesem Recht keinen Gebrauch gemacht.

#### Ende der Herrschaft
Am 9. November 1918 erklärte der Gothaer Arbeiter- und Soldatenrat Herzog Carl Eduard für abgesetzt. Am 13. November 1918, später als die meisten Bundesfürsten, erklärte er seinen Rücktritt, der am 14. November durch Staatsminister Hans Barthold von Bassewitz in einer Sitzung des gemeinsamen Landtags in Gotha verkündet wurde und den Thronverzicht auf beide Herzogtümer bedeutete. Damit zerbrach Sachsen-Coburg und Gotha in die beiden Freistaaten Coburg und Gotha. Diese gingen getrennte Wege, als sich Gotha 1920 dem neu geschaffenen Land Thüringen anschloss, während Coburg dem Freistaat Bayern beitrat.

### Wirken 1918 bis 1945
Carl Eduard Herzog von Sachsen-Coburg und Gotha schloss mit dem Freistaat Coburg am 7. Juni 1919 einen Abfindungsvertrag über die Besitz- und Vermögensverhältnisse im ehemaligen Herzogtum Sachsen-Coburg. Er erhielt eine Abfindung von 1,5 Millionen Mark. Außerdem verblieben ihm Schloss und Park Callenberg, Schloss Eichhof und die Schweizerei Rosenau sowie 533 Hektar Forsten und Grundstücke.:S. 176 Das Abfindungsangebot des Freistaates Sachsen-Gotha in Höhe von 15 Millionen Mark für den Verlust seiner Besitztümer lehnte er ab. Daher verabschiedete die Gothaer Landesversammlung mit den Stimmen der Mitglieder der USPD am 31. Juli 1919 das Gesetz über die Einziehung des Gothaischen Hausfideikommiß, des Lichtenberger Fideikommiß, des Ernst-Albert-Fideikommiß, der Schmalkaldener Forsten und des Hausallods. Es war die einzige Fürstenenteignung in Deutschland; sie wurde später durch ein Urteil des Reichsgerichts vom 18. Juni 1925 aufgehoben. Er bekam Werte von etwa 37,2 Millionen Reichsmark wieder zugesprochen. Carl Eduard wohnte ab 1918 bis 1945 mit seiner Familie meist im Sommer auf Schloss Callenberg und im Winter auf der sanierten Veste Coburg, wo er Wohnrecht hatte. Sein Geburtshaus, das Claremont House südwestlich von London, erbte er 1922 von seiner Mutter, doch wurde ihm der Antritt des Erbes von der britischen Regierung mit der Begründung verweigert, er habe im Ersten Weltkrieg als General des britischen Kriegsgegners Deutschland gedient. Claremont wurde konfisziert und noch 1922 von der staatlichen Treuhandverwaltung verkauft.

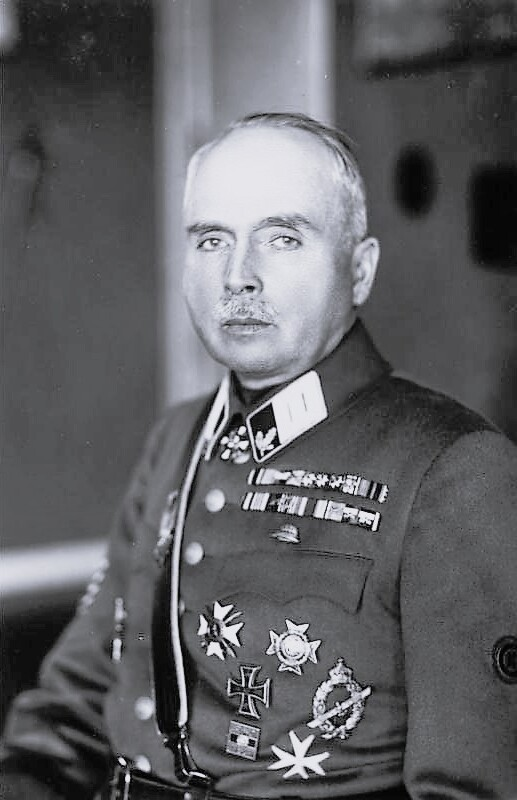
Carl Eduard Herzog von Sachsen-Coburg und Gotha (1933) in der Uniform des Stahlhelm.

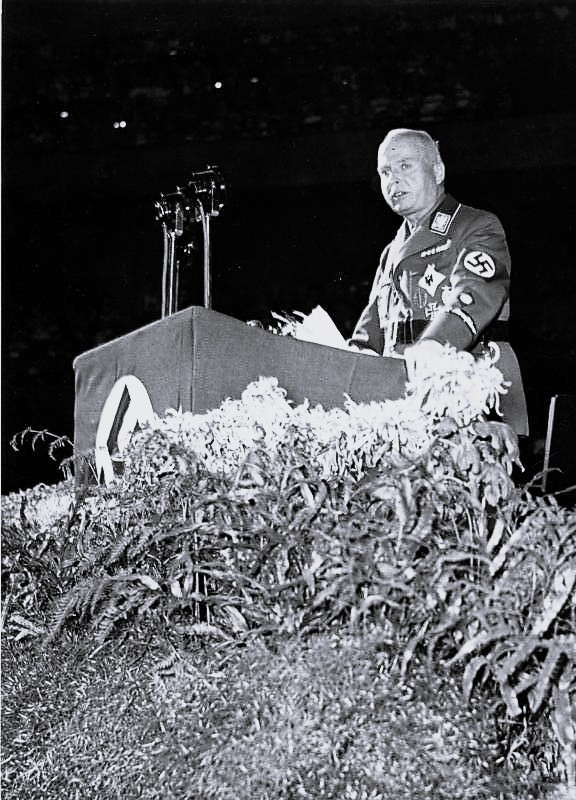
Carl Eduard Herzog von Sachsen-Coburg und Gotha spricht als Präsident des Deutschen Roten Kreuzes am 11. November 1936 anlässlich des 70-jährigen DRK-Jubiläums

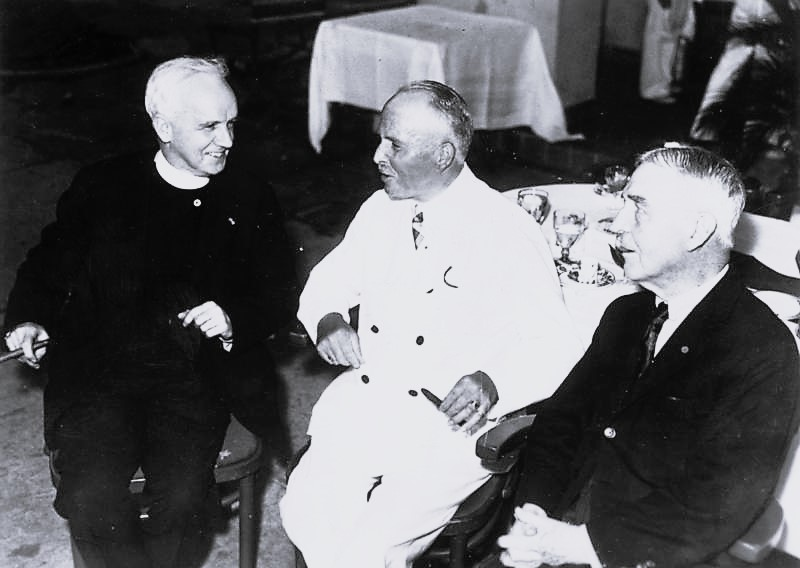
Treffen auf Hawaii 1934 mit dem Leiter des amerikanischen Roten Kreuzes John Barton Payne (rechts) und dem Delegierten der Georgetown University, W. Coleman Nevils (links)

Ab 1919 suchte der ehemalige Herzog Anschluss an national-konservative und völkische Kreise. Er war von 1917 bis 1922 Mitglied des Bundes der Kaisertreuen. Im Dezember 1919 lernte er den Freikorpsführer Hermann Ehrhardt kennen, den er sowohl ideell als auch materiell unterstützte. Nach dem misslungenen Kapp-Putsch versteckte er den mit Haftbefehl gesuchten Ehrhardt auf Schloss Callenberg. 1920 wurde Carl Eduard Bezirksführer Coburg bei der Brigade Ehrhardt und der Organisation Consul sowie Oberbezirksführer Thüringen der Organisation Consul. Die gleichen, rein repräsentativen Stellungen übernahm er 1923 bei der paramilitärischen Nachfolgeorganisation Bund Wiking. 1926 folgte die Mitgliedschaft im Stahlhelmbund, den er auch finanziell unterstützte. 1930 wurde er Mitglied des Bundesvorstandes, nachdem er 1928 schon Reichsstaffelführer der Reichskraftfahr-Staffel des Stahlhelm geworden war. 1929 übernahm er die Präsidentschaft des Nationalen Deutschen Automobilklubs, durch die Reichskraftfahr-Staffel gegründet. Am 11. Oktober 1931 nahm Carl Eduard am Treffen der Harzburger Front in Bad Harzburg teil und 1932 wurde er Präsident des Berliner Nationalklubs.
Hitler lernte am 14. Oktober 1922 Carl Eduard als Ehrengast des Begrüßungs- und Festabends auf dem dritten Deutschen Tag in Coburg persönlich kennen. Bis 1945 traf er ihn persönlich mindestens noch 21 Mal. Nach den ersten Wahlerfolgen der NSDAP in Coburg im Jahr 1929 unterstützte er die Partei offen. Am 5. Dezember 1929 besuchte Carl Eduard mit seiner Gattin eine Wahlkampfveranstaltung der NSDAP in den Coburger Hofbräugaststätten mit Hitler als Redner. Am 18. Oktober 1931 nahm er am SA-Aufmarsch in Braunschweig teil. Mit einem öffentlichen Aufruf am 23. März 1932 in der Coburger Nationalzeitung unterstützte er bei der Reichspräsidentenwahl Hitler gegen den konservativen Amtsinhaber Hindenburg. Nach dem Sieg der NSDAP bei der Reichstagswahl 1933 ließ er anlässlich der Machtübernahme in Bayern am 9. März 1933 auf der Veste Coburg die Hakenkreuzfahne hissen und trat zum 1. Mai 1933 in die NSDAP ein (Mitgliedsnummer 2.560.843).
In der Folge erhielt Carl Eduard als hochrangiges Mitglied der NSDAP viele Ehrenämter, verlieh der Partei Ansehen im eigenen Land und unterstützte sie im Ausland als Aushängeschild mit internationaler Reputation.:S. 244 1933 wurde er Förderndes Mitglied der SS.:S. 248 Ende Juli 1933 wurde er zum SA-Gruppenführer im Stabe des Obersten SA-Führers ernannt und 1938 von Hitler zum SA-Obergruppenführer befördert. Zum 1. Dezember 1933 ernannte ihn der Reichspräsident zum Präsidenten des Deutschen Roten Kreuzes und im Januar 1934 zum Reichskommissar der freiwilligen Krankenpflege. 1933 wurde er Reichsbeauftragter für das Kraftfahrwesen und mit der Mitgliedsnummer 2230 Ehrenführer sowie 1935 Obergruppenführer des NSKK. Weitere Ämter folgten, wie 1933 Senator der Kaiser-Wilhelm-Gesellschaft zur Förderung der Wissenschaften, 1934 Repräsentant der Reichsregierung im Ausland, 1935 Präsident der Deutsch-Englischen Gesellschaft Berlin, 1936 Reichstagsabgeordneter und Präsident der Vereinigung der deutschen Frontkämpferverbände sowie 1938 Präsident des Ständigen Internationalen Ausschusses ehemaliger Frontkämpfer. Im Zuge der Gründung des Nationalsozialistischen Fliegerkorps im April 1937 wurde er zum Ehrenführer der deutschen Luftfahrt mit dem Range eines Fliegerkommodore sowie zum NSFK-Obergruppenführer ernannt. Ebenfalls übernahm er im Jahr 1938 die Schirmherrschaft über die Deutsche Lebens-Rettungs-Gesellschaft.
Ferner war Carl Eduard in der Wirtschaft als Mitglied in diversen Aufsichtsräten tätig, u. a. seit 1928 bei der Wanderer-Werke AG und Rhein-Metall-Borsig AG, ab 1933 bei der Deutscher Ring Lebensversicherung AG, ab 1934 bei der Deutschen Bank und Discontogesellschaft sowie der Deutschen Centralboden-Kredit AG und ab 1938 als Vorsitzender bei der Europäischen Güter- und Reisegepäckversicherung AG.
Aufgrund seiner weltläufigen Erfahrungen vertrat der Nationalsozialist Carl Eduard das DRK und auch das Deutsche Reich vor allem gegenüber dem Ausland. Dazu unternahm er von 1933 bis 1944 39 Auslandsreisen und zwei Weltreisen. Sein Stellvertreter als Präsident des Deutschen Roten Kreuzes und Reichskommissar der freiwilligen Krankenpflege war Paul Hocheisen, ab 1937 Ernst-Robert Grawitz. Nach einem verlorenen Machtkampf um Kompetenzen im Jahr 1934 verblieben ihm reine Repräsentationsaufgaben, die eigentlichen Amtsgeschäfte führte Hocheisen. Im selben Jahr begab er sich auf seine erste Weltreise. Sie dauerte vier Monate und führte über England, Kanada, USA, Japan, China, Singapur, Indien, Ägypten und Italien. Er sollte unter anderem das Deutsche Reich bei der XV. Internationalen Konferenz des Internationalen Komitees vom Roten Kreuz in Tokio vertreten. In Japan wurde er auch vom Kaiserpaar empfangen.
Im Dezember 1935 wurde Carl Eduard in London zum Präsidenten der Deutsch-Englischen Gesellschaft gewählt, und im Januar 1936 vertrat er offiziell das Deutsche Reich bei der Trauerfeier des britischen Königs Georg V. Im Leichenzug schritt Carl Eduard in der sechsten Reihe hinter der Lafette mit dem Sarg und trug eine Generalsuniform der Wehrmacht sowie einen Stahlhelm vom Typ M35. Das Recht zum Tragen der Generalsuniform des Heeres verlieh ihm Adolf Hitler offiziell erst am 18. Januar 1938.:S. 327
Zwischen Februar und Juni 1940 unternahm er als Präsident des DRK und Sonderbotschafter der Reichsregierung eine zweite Weltreise, die über die Sowjetunion und Japan in die USA und zurück führte. Der fünfwöchige, inoffizielle Besuch der USA hatte den Deckmantel eines humanitären, karitativen Charakters und diente aber vor allem einer positiven Darstellung Deutschlands. Am 18. März 1940 wurde er auch von Präsident Franklin D. Roosevelt empfangen. Auf eine Journalistenfrage, ob die Juden in Polen hinsichtlich der Versorgung und Hilfeleistung einer Sonderbehandlung unterworfen würden, behauptete er, dass das Rote Kreuz keine Unterschiede kenne.:S. 359 Auf der Rückreise wurde Carl Eduard am 30. April 1940 vom japanischen Kaiser Hirohito offiziell empfangen. Er überbrachte dabei die Glückwünsche des Deutschen Reiches zum 2600-jährigen Bestehen des Kaiserreiches. Auf der Rückreise hatte er in Moskau am 31. Mai 1940:S. 367 eine Unterredung mit Wjatscheslaw Molotow.
Initiativen von Mitgliedern der schwedischen Königsfamilie – seine Tochter hatte 1932 den Erbprinzen Gustav Adolf von Schweden geheiratet –, Opfern des NS-Regimes zu helfen, unterstützte er nicht. Eine Bitte von Prinz Eugen von Schweden im März 1942, eine Ausreisegenehmigung in die USA für Martha Liebermann, die Witwe von Max Liebermann, zu erwirken, überwies er ohne weitere Schritte an Reinhard Heydrich.
Aufgrund einer Einzelgenehmigung, die seine Verdienste und seine Loyalität zum NS-Regime berücksichtigte, fand der Führererlass über die Fernhaltung international gebundener Männer von maßgebenden Stellen in Staat, Partei und Wehrmacht vom 19. Mai 1943 keine Anwendung.

### Nach dem Zweiten Weltkrieg
Nach dem Ende des Zweiten Weltkriegs wurde Carl Eduard am 4. Juni 1945 in Coburg von der US-Armee inhaftiert und bis Ende 1946 interniert. Anfangs wegen Verbrechen gegen die Menschlichkeit angeklagt, wurde Carl Eduard, der mehrere Persilscheine erhalten hatte und keine Schuld bekannte, 1950 im Spruchkammerverfahren nach mehreren Berufungsverfahren als Mitläufer und Minderbelasteter zu einer Sühneleistung von 5000 DM verurteilt.

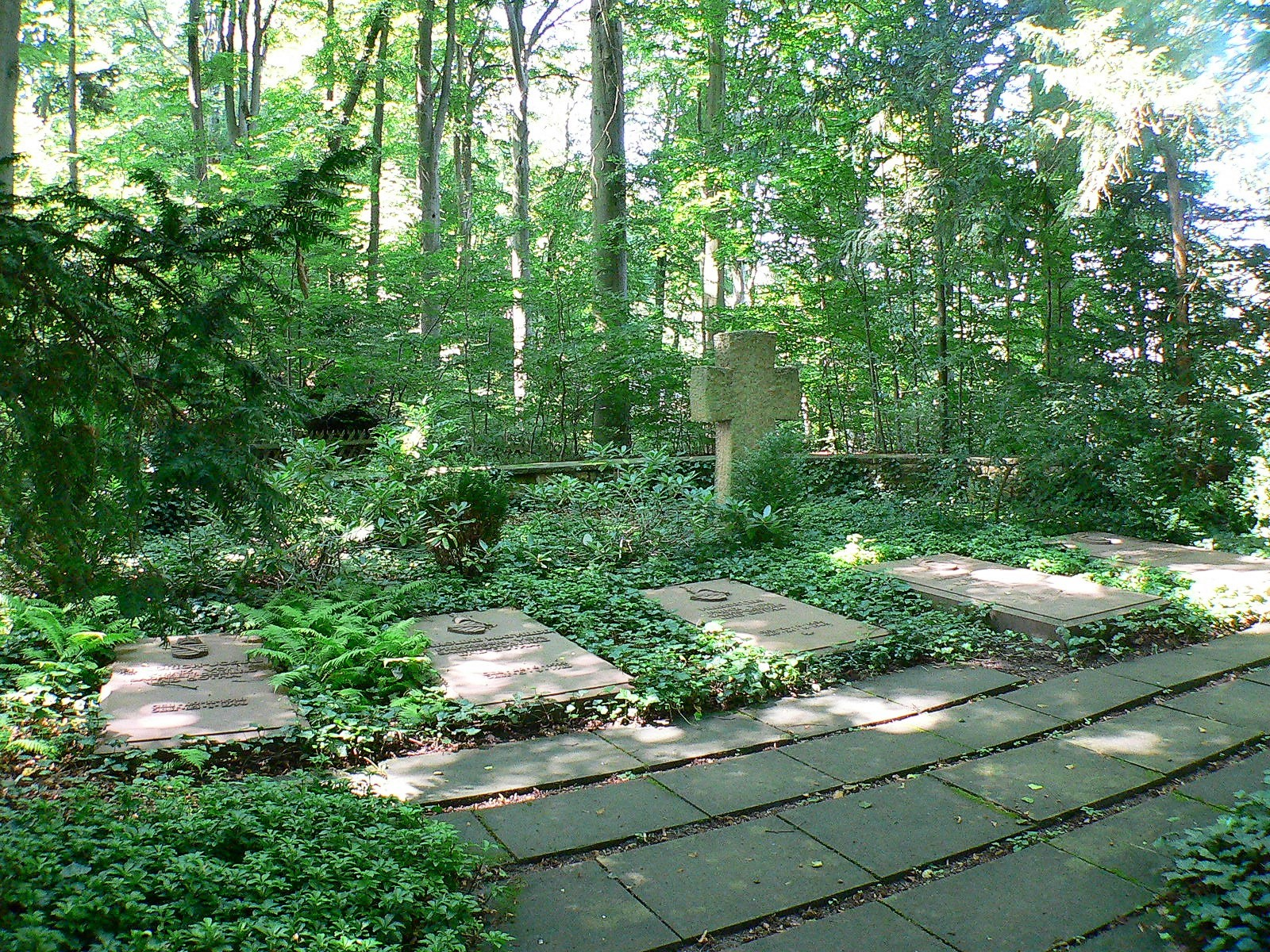
Friedhof des Hauses Sachsen-Coburg und Gotha im Forst von Schloss Callenberg

Carl Eduard Herzog von Sachsen-Coburg und Gotha starb 1954 und wurde auf dem 1944 angelegten Friedhof der Familie im Forst von Schloss Callenberg bestattet.

## Nachkommen
Sein erster Sohn, Erbprinz Johann Leopold (1906–1972), heiratete in erster Ehe 1932 nicht standesgemäß die geschiedene Feodora Freiin von der Horst. Deshalb musste er gemäß Hausgesetz für sich, seine Familie und seine Nachkommen auf seine erbprinzlichen Rechte und die Zugehörigkeit zum Gesamthaus Sachsen-Coburg und Gotha verzichten. Der zweite Sohn Prinz Hubertus (1909–1943) war kinderlos, als er im Zweiten Weltkrieg fiel. Daher wurde der jüngste Sohn Friedrich Josias Prinz von Sachsen-Coburg und Gotha (1918–1998) Chef des Gesamthauses Sachsen-Coburg und Gotha. Dessen ältester Sohn Andreas (1943–2025) übernahm 1998 diese Stellung.
Die ältere Tochter Carl Eduards, Prinzessin Sibylla (1908–1972), ehelichte 1932 in Coburg Prinz Gustav Adolf von Schweden (1906–1947). Der gemeinsame Sohn, Carl Eduards Enkelkind Carl XVI. Gustaf (* 1946), ist seit 1973 König von Schweden.
Die jüngere Tochter Prinzessin Caroline Mathilde (1912–1983) heiratete 1931 Friedrich Wolfgang Otto Graf von Castell-Rüdenhausen, mit dem sie drei Kinder bekam. Keine zwei Monate nach ihrer Scheidung ehelichte sie im Juni 1938 Max Schnirring, einen Lufthansakapitän und Testpiloten der Arado Flugzeugwerke, der sechs Jahre später im Jahre 1944 tödlich verunglückte. Aus der Ehe gingen ebenfalls drei Kinder hervor. Es folgte nach dem Zweiten Weltkrieg eine weitere Ehe, die geschieden wurde. Caroline Mathilde beschuldigte ihren Vater postum, sie sexuell missbraucht zu haben, was ihr Bruder Johann Leopold:S. 439 bestätigte. Der Biographin Karina Urbach berichteten die Kinder, sie hätten „in Angst vor ihrem Vater gelebt, der seine Familie wie eine Militäreinheit führte“.